# Eosphoros

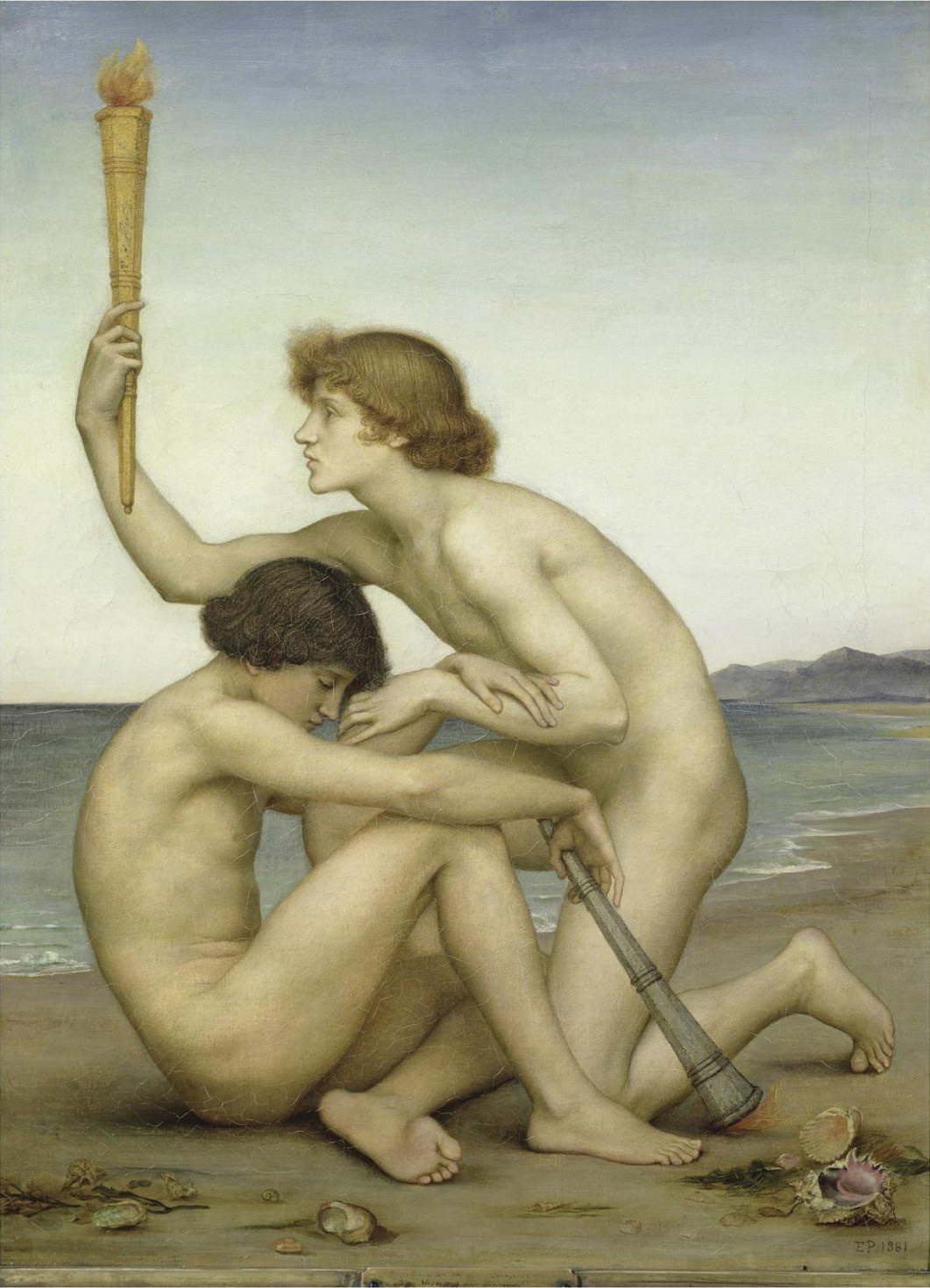
Phosphorus und Hesperus Evelyn de Morgan

Eosphoros, Heosphoros (altgriechisch Ἑωσφόρος Heōsphóros, deutsch ‚Bringer der Morgendämmerung‘) oder Phosphoros (Φωσφόρος Phōsphóros, deutsch ‚Lichtbringer‘) ist in der griechischen Mythologie die Personifikation des Morgensternes.
Er ist der Sohn der Erigeneia, das heißt der Morgenröte Eos, und des Astraios. Als solcher sind seine Brüder die Winde Boreas, Euros, Zephyros und Notos. In den Dionysiaka des Nonnos von Panopolis taucht er mehrfach auf und meldet seinem Vater die Ankunft der Demeter, der er Kränze windet. Als es zur „Hochzeit“ von Helios mit Klymene kommt, spielt er Kithara, für die schicksalhafte Fahrt des Phaëthon macht er das Pferdegespann des Helios bereit.
Eosphoros ist eng verbunden mit Hesperos, dem Abendstern. Nachdem die Identität beider Sterne, Abend- und Morgenstern, bekannt war und der Name Phosphoros des Morgensterns auch für den Abendstern verwandt wurde, kam es zu genealogischen Verwirrungen. So zeugte zum Beispiel Eosphoros mit Philonis den Keyx und den Daidalion. Hyginus Mythographus aber nennt für Keyx als Vater den Hesperos, der auch Lucifer – die römische Entsprechung des Eosphoros – genannt werde.
Dargestellt wurde Eosphoros wie Hesperos als nackter geflügelter Jüngling mit einer Fackel in der Hand.